# FCU Olimpia Cluj
CFF Olimpia Cluj – rumuński kobiecy klub piłkarski z Kluż-Napoka. Został założony 7 lipca 2010 roku. Jego nazwa nawiązuje do masywu Olimp. 
Klub z Kluż-Napoka jest sześciokrotnym zdobywcą pucharu Rumunii oraz siedmiokrotnym tryumfatorem ligi rumuńskiej. Najlepszym rezultatem osiągniętym w rozgrywkach międzynarodowych jest 1/8 finału Ligi Mistrzyń w sezonie 2012/2013. Trenerem pierwszego zespołu jest Rumun Radu Munteanu, który jest także selekcjonerem reprezentacji Rumunii.
W 2010 roku przy klubie powstała akademia kobiecej piłki nożnej wspierana przez radę miasta i władze okręgu Kluż.

## Skład na sezon 2017/2018
Stan na 12 lutego  2018.
| Nr | Poz. | Piłkarz          |
| -- | ---- | ---------------- |
| 1  | BR   | Lavinia Boandă   |
| 12 | BR   | Szidonia Salamon |
| 31 | BR   | Jillian McVicker |
| 2  | OB   | Emily Richardson |
| 5  | OB   | Teodora Meluță   |
| 6  | OB   | Adina Giurgiu    |
| 15 | OB   | Melinda Nagy     |
| 3  | PO   | Lidia Havristiuc |
| 4  | PO   | Ioana Bortan     |
| 8  | PO   | Ștefania Vătafu  |
| 10 | PO   | Andreea Voicu    |

| Nr | Poz. | Piłkarz           |
| -- | ---- | ----------------- |
| 11 | PO   | Mara Bâtea        |
| 16 | PO   | Raluca Borodi     |
| 17 | PO   | Daniela Mateș     |
| 20 | PO   | Cristina Carp     |
| 21 | PO   | Oana Negrea       |
| 22 | PO   | Elena Raduc       |
| 88 | PO   | Beatrice Tărășilă |
| 7  | NA   | Dariana Indrei    |
| 9  | NA   | Mihaela Ciolacu   |
| 14 | NA   | Alexandra Lunca   |
| 18 | NA   | Hannah Leinert    |

## Osiągnięcia
- Puchar Rumunii[4]:
  - Mistrzostwo (6): 2011, 2012, 2013, 2014, 2015, 2017
  - Wicemistrzostwo (1): 2016
- Superliga română[5]: 
  - Mistrzostwo (7): 2011, 2012, 2013, 2014, 2015, 2016, 2017
- Liga Mistrzyń UEFA[6]:
  - 1/8 finału (1): 2012/2013
  - 1/16 finału (2): 2011/2012, 2015/2016
  - Runda kwalifikacyjna (2): 2013/2014, (2014/2015)